# Osowiec (stacja kolejowa)
Osowiec – stacja kolejowa w Osowcu-Twierdzy, w województwie podlaskim, w Polsce. Według klasyfikacji PKP ma kategorię dworca lokalnego.
Zbudowana pod koniec XIX wieku.

## Ruch pasażerski
| Rok  | Wymiana pasażerska na dobę |
| ---- | -------------------------- |
| 2017 | 20-49                      |
| 2022 | 20-49                      |

Ważny ośrodek transportu kolejowego dla Imperium Rosyjskiego ze względu na stacjonujące wojska carskie (m.in. 61 Włodzimierski Pułk Piechoty) w Twierdzy Osowiec, jak i w okresie międzywojennym dla wojsk polskich. Stacja Osowiec była zniszczona podczas I wojny światowej przez wojska niemieckie, a podczas II wojny światowej przez Armię Czerwoną. Odbudowywana za każdym razem na starych fundamentach.
W roku 1998 osada Osowiec zmieniła nazwę na Osowiec-Twierdzę, ale na zmianę nazwy stacji kolejowej „Osowiec” na stację kolejową  „Osowiec-Twierdza”  nie wyraziła zgody Dyrekcja PKP jako właściciel budynku.

## Połączenia
- Białystok
- Ełk